# Врановине
44°38′ пн. ш. 15°16′ сх. д. / 44.63° пн. ш. 15.27° сх. д.
Врановине (хорв. Vranovine) — населений пункт у Хорватії, у Лицько-Сенській жупанії у складі міста Госпич.

## Населення
Населення за даними перепису 2011 року становило 43 осіб.
Динаміка чисельності населення поселення:

## Клімат
Середня річна температура становить 8,53 °C, середня максимальна – 22,40 °C, а середня мінімальна – -7,09 °C. Середня річна кількість опадів – 1235 мм.
| Клімат поселення                              | Клімат поселення | Клімат поселення | Клімат поселення | Клімат поселення | Клімат поселення | Клімат поселення | Клімат поселення | Клімат поселення | Клімат поселення | Клімат поселення | Клімат поселення | Клімат поселення | Клімат поселення |
| Показник                                      | Січ.             | Лют.             | Бер.             | Квіт.            | Трав.            | Черв.            | Лип.             | Серп.            | Вер.             | Жовт.            | Лист.            | Груд.            |                  |
| Середній максимум, °C                         | 5,71             | 7,02             | 10,13            | 14,11            | 18,78            | 22,15            | 22,40            | 22,08            | 18,12            | 13,83            | 8,55             | 4,89             |                  |
| Середня температура, °C                       | −0,7             | 0,61             | 3,73             | 7,70             | 12,39            | 15,75            | 17,90            | 17,58            | 13,61            | 9,32             | 4,06             | 0,39             |                  |
| Середній мінімум, °C                          | −7,09            | −5,78            | −2,66            | 1,31             | 5,99             | 9,35             | 13,40            | 13,08            | 9,11             | 4,82             | −0,43            | −4,11            |                  |
| Норма опадів, мм                              | 94               | 92               | 91               | 97               | 86               | 86               | 53               | 75               | 126              | 144              | 162              | 129              |                  |
| Середньомісячна швидкість вітру, м/с          | 2.57             | 2.70             | 2.88             | 2.76             | 2.53             | 2.34             | 2.28             | 2.21             | 2.35             | 2.51             | 2.84             | 2.85             |                  |
| Середньомісячна сонячна радіація, кДж/м²·день | 4526             | 7246             | 10685            | 15247            | 19413            | 21261            | 23240            | 19826            | 14636            | 9275             | 4883             | 3792             |                  |
| --------------------------------------------- | ---------------- | ---------------- | ---------------- | ---------------- | ---------------- | ---------------- | ---------------- | ---------------- | ---------------- | ---------------- | ---------------- | ---------------- | ---------------- |
| Джерело:                                      |                  |                  |                  |                  |                  |                  |                  |                  |                  |                  |                  |                  |                  |